# Emmanuel Théodose de La Tour d’Auvergne, duc de Bouillon

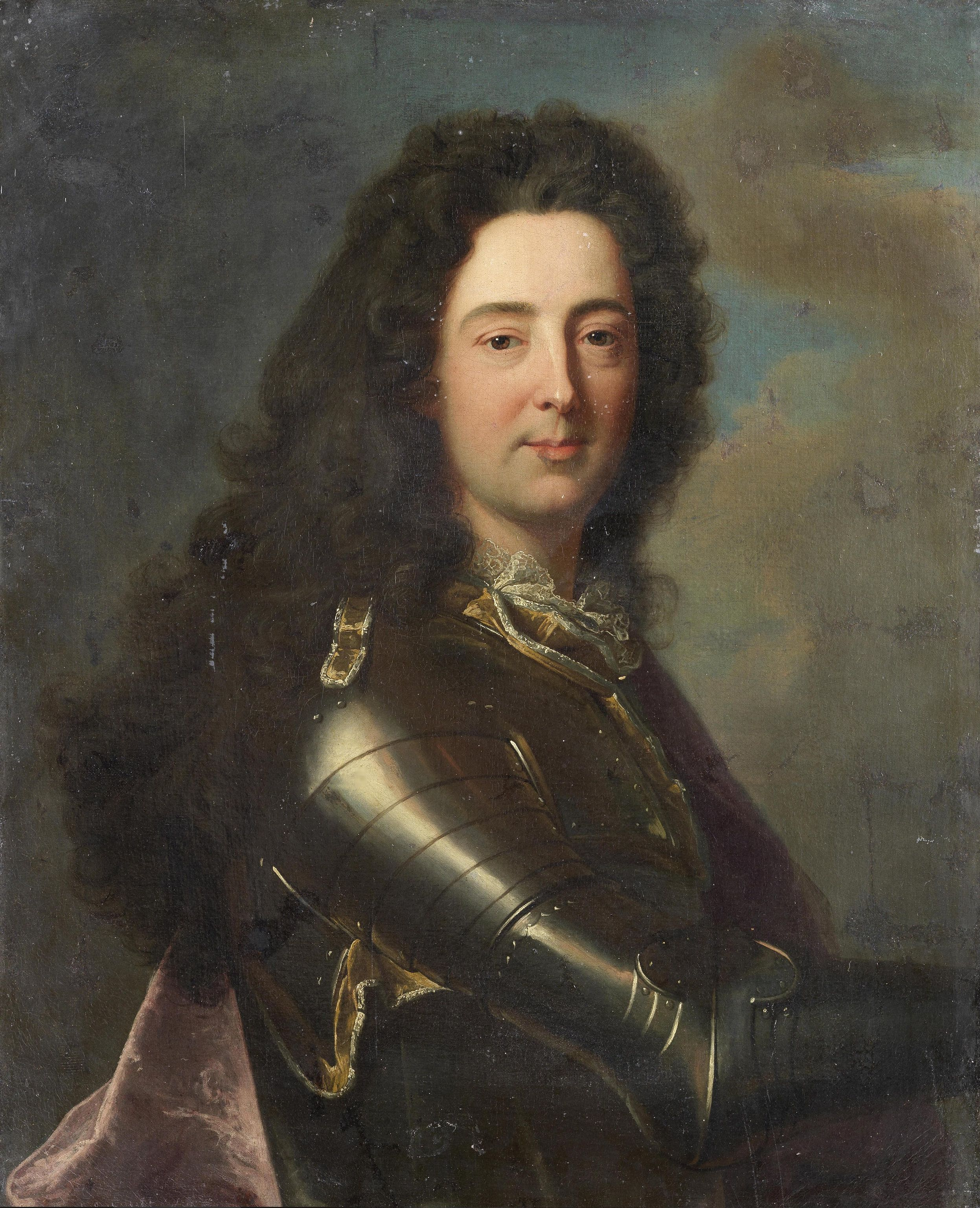
Emmanuel-Théodose de La Tour d’Auvergne

Emmanuel Théodose de La Tour d’Auvergne (* 1668; † 16. oder 17. Mai 1730) war als Prince étranger einer der ranghöchsten französischen Adligen; er war u. a. der 8. Duc de Bouillon sowie der erste Großkammerherr des jungen Königs Ludwig XV.

## Leben
Emmanuel Théodose war der zweite Sohn von Godefroy Maurice de La Tour d’Auvergne, 2. Duc d’Albret et de Château-Thierry, 7. Duc de Bouillon, und Maria Anna Mancini, und damit für eine geistliche Laufbahn vorgesehen. Der Cardinal de Bouillon (seit 1669) Emmanuel Théodose de la Tour d’Auvergne (1643–1715), der 1671 Großalmosenier von Frankreich wurde (und es bis 1700 blieb) war sein Onkel. 1677, im Alter von neun Jahren, wurde Emmanuel Théodose (der Jüngere) Abt von Bonport, vier Jahre später, 1681, Abt von Saint-Sauveur de Redon. Als sein älterer Bruder, der Erbherzog Louis, genannt le Prince de Turenne, am 4. August 1692 in der Schlacht bei Steenkerke so schwer verwundet wurde, dass er am Tag darauf starb, rückte Emmanuel Théodose in der Erbfolge an die erste Stelle und gab noch im gleichen Jahr seine geistlichen Ämter auf. Er wurde nun selbst le Prince de Turenne genannt.
Am 1. Februar 1696 heiratete er Marie Armande Victoire de La Trémoille (* 1677), † 5. März 1717, Tochter von Charles Belgique Hollande de La Trémoille, 4. Duc de Thouars, Pair de France, 3. Duc de La Trémoille, und Madeleine de Créquy (Haus La Trémoille). Im gleichen Jahr überließ sein Vater ihm den Titel des Duc de Bouillon. Das Ehepaar bekam sieben Kinder:
1. Armande, * 26. August 1697, † 13. April 1717 im Kindbett; ⚭ 23. Februar 1716 Louis de Melun, 1704 8. Prince d’Épinoy, 1714 Duc de Joyeuse, Pair de France, † 31. Juli 1724 (Haus Melun)
2. Marie Madeleine, * 22. Oktober 1698, † 25. September 1699
3. Sohn, * 28. Dezember 1699, † 30. Dezember 1699
4. Godefroi Maurice, genannt Prince de Turenne, * 4. Mai 1701, † 9. Januar 1705
5. Frédéric Maurice Casimir, genannt Prince de Turenne (ab 1705), * 24. Oktober 1702, † 1. Oktober 1723; ⚭ per procurationem Neisse 25. August 1723, persönlich Straßburg 20. September 1723, Maria Karolina Sobieska, * 25. November 1697, † 8. Mai 1740, Tochter von Prinz Jakob Louis Heinrich Sobieski, Enkelin des polnischen Königs Johann III. Sobieski; Frédéric Maurice Casimir kam zehn Tage nach der Hochzeit bei einem Unfall in Straßburg ums Leben und wurde im Straßburger Münster bestattet; Maria Karolina heiratete wenige Monate später, am 2. April 1724, in zweiter Ehe ihren Schwager Charles Godefroi de La Tour d’Auvergne, den späteren 9. Herzog von Bouillon (siehe unten)
6. Marie Hortense Victoire, * 27. September 1704; ⚭ 29. Februar 1725 Charles-Armand-René de La Trémoille, 1719 6. Duc de Thouars, Pair de France, 5. Duc de La Trémoille, Marschall von Frankreich, † 23. April 1741 (Haus La Trémoille)
7. Charles Godefroi, * 16. Juli 1706, † 24. Oktober 1771, 1730 9. Duc de Bouillon, 4. Duc d’Albret et de Château-Thierry, Pair de France etc., Gouverneur von Auvergne; ⚭ 2. April 1724 Maria Karolina Prinzessin Sobieska, * 25. November 1697, † 8. Mai 1740, Tochter von Prinz Jakob Louis Heinrich Sobieski, Witwe von Frédéric Maurice Casimir de La Tour d’Auvergne, † 1. Oktober 1723, Prince de Turenne (siehe oben)

Als am 1. September 1715 König Ludwig XIV. starb, ging die Amtszeit seines Vaters als Großkammerherr des Königs zu Ende, er war 79 Jahre alt. Erster Großkammerherr des fünfjährigen neuen Königs Ludwig XV. wurde Emmanuel Théodose, der zu dieser Zeit bereits 47 Jahre alt war.
Marie Armande Victoire de La Trémoille starb am 5. März 1717. Am 4. Januar 1718 heiratete Emmanuel Théodose in zweiter Ehe Louise Françoise Angélique Le Tellier (* 1698), Tochter von Louis François Le Tellier, marquis de Barbezieux, und Marie Thérèse Delphine d’Alègre (Le Tellier de Louvois); aus dieser Ehe bekam er einen Sohn, Godefroi Girauld (* 2. Juli 1719, † 29. Juni 1732); die Mutter starb einige Tage nach der Geburt, am 8. Juni, im Kindbett.
Am  26. Mai 1720 heiratete er in dritter Ehe Anne Marie Christine de Simiane (* 1683), Tochter von François Louis Claude Edmé de Simiane, Comte de Moncha, und Anne Thérèse de Simiane de Gordes; aus dieser Ehe bekam er eine Tochter, Anne Marie Louise (* 1. August 1722, † 19. September 1739); auch hier starb die Mutter einige Tage nach der Geburt, am 8. August, im Kindbett.
Am 26. Juli 1721 war ein Vater gestorben und hatte ihm die Titel des 3. Duc d’Albret et de Château-Thierry, Comte d’Auvergne, d’Évreux et de Beaumont-le-Roger, Vicomte de Turenne, Pair de France, und das Amt des Gouverneurs der Auvergne hinterlassen.
Emmanuel Théodose setzte die Heiratspolitik seines Vaters fort, die darauf abzielte, die Bindungen an die beiden anderen französischen Familien im Rang eines Prince étranger zu stärken; zu seinen Lebzeiten kam dafür nur die einzige überlebenden Tochter aus seiner ersten Ehe, Marie Hortense Victoire, in Frage, die er am 29. Januar 1725 mit Charles-Armand-René de La Trémoille verheiratete, der seit 1719 Duc de Thouars, Pair de France und 5. Duc de La Trémoille war. Die zu dieser Zeit dreijährige Anne Maire Louise wurde nach seinem Tod und im Alter von 12 Jahren, am 29. Dezember 1734, mit Charles de Rohan, 4. Prince de Soubise und 2. Duc de Rohan-Rohan, verheiratet (sie überlebte die Geburt ihres zweiten Kindes nur um wenige Tage).
Am 21. März 1725 heiratete er in vierter Ehe Louise Henriette Françoise Princesse de Lorraine-Harcourt (* 1707), Tochter von Anne-Marie-Joseph de Lorraine Prince d’Harcourt, und Marie-Louise-Chrétienne Jeannin de Castille (Haus Guise), auch aus dieser Ehe bekam er eine Tochter, Marie Sophie Charlotte (* 20. Dezember 1729, † 6. September 1763), die am 3. April 1745, in ihrem 14. Lebensjahr, mit Charles-Juste de Beauvau, 2. Prince de Beauvau (* 10. September 1720, † 21. Mai 1793) (Haus Beauvau) verheiratet wurde.
1728, als Emmanuel Théodose 60 Jahre und der König 18 Jahre alt wurden, gab der Duc de Bouillon das Amt des Großkammerherrn an seinen Sohn Charles Godefroi ab, der nur vier Jahre älter war als Ludwig XV. Zwei Jahre später und wenige Monate nach der Geburt seiner jüngsten Tochter, starb Emmanuel Théodose de La Tour d’Auvergne im Alter von 72 Jahren am 16. (oder 17.) Mai 1730; seine Titel gingen an Charles Godefroi über, der nunmehr der 9. Duc de Bouillon, 4. Duc d‘Albret et de Château-Thierry, Pair von Frankreich etc. war. Seine Witwe Louise Henriette überlebte ihn um sieben Jahre und starb am 31. März 1737.